# Sala Ziemi
Sala Ziemi – sala plenarna Międzynarodowych Targów Poznańskich zaliczona przez ekspertów Gazety Wyborczej do wąskiego grona najlepszych dużych sal koncertowych i operowych w Polsce.

## Opis
Sala widowiskowo-koncertowa może pomieścić prawie 2 000 osób, a znajduje się w trzykondygnacyjnym obiekcie Poznań Congress Center. Wyposażona została w nowoczesne zaplecze multimedialne, a jej przestrzeń jest w pełni dostosowana do organizacji pokazów kinowych, kongresów naukowych lub partyjnych, koncertów, bankietów lub wydarzeń specjalnych na najwyższym, światowym poziomie. Dzięki bezpośredniemu połączeniu z kompleksem czterech pawilonów MTP, umożliwia to jednoczesną organizację konferencji naukowych i dużych eventów na blisko 20 000 osób.
15 kwietnia 2016 w Sali Ziemi obradowało Zgromadzenie Narodowe, które uczciło 1050. rocznicę Chrztu Polski.